# Nick Hague
Tyler Nicklaus "Nick" Hague, född 24 september 1975 i Belleville i Kansas, är en amerikansk astronaut uttagen i astronautgrupp 21.

## Sojuz MS-10
Den 11 oktober 2018 sköts han upp tillsammans med den ryske kosmonauten Aleksej Ovtjinin för att delta i Expedition 57/58. Strax efter uppskjutningen uppstod problem med raketen och flygningen avbröts.

## Rymdfärder
- Sojuz MS-12, Expedition 59/60
- SpaceX Crew-9, Expedition 72